# むつ市立むつ中学校
むつ市立むつ中学校（むつしりつ むつちゅうがっこう）は、青森県むつ市栗山町にある公立中学校。むつ市立第一田名部小学校と施設分離型（4・3・2制）小中一貫教育を行っている。

## 概要
- 本校は、田名部中学校の一部学区が分離して設立された中学校である。

## 沿革
- 1962年（昭和37年）4月1日 - 開校。
- 1990年（平成2年）1月11日 - 改築中の校舎が完成し、移転。
- 1992年（平成4年）11月2日 - 創立30周年記念式典挙行[2]。
- 2022年（令和4年）11月3日 - 創立60周年記念式典挙行[3]。

## 学区
- 本町、田名部町、柳町一・二・三・四丁目、横迎町一・二丁目、上川町、栗山町、女舘、尻釜、宮後、椛山、赤坂、土手内、斗南岡、最花、品ノ木、酪農[4]

## 周辺
- 栗山稲荷神社

## アクセス
- 下北交通「むつバイパス線」・「東通庁舎線」・「むつ線（むつ～大畑）」の各路線で、「むつ中学校前」バス停より、
  - 下北駅前・むつバスターミナル方面発のりばから、徒歩約850m・約13分。
  - むつバスターミナル・下北駅前方面行のりばから、徒歩約890m・約13分。
- JR大湊線下北駅から、
  - 上述の下北交通バスに乗車し、「むつ中学校前」バス停下車後、徒歩。
  - 徒歩約4km・約1時間。
  - 車で約4.8km・約9分。
- むつ市役所から約3.2km・徒歩約48分、車で約6分。
- 第一田名部小学校から、徒歩約1.1km・約17分。

## 参考資料
- 「市町村政 - 市町村概況 むつ市 おもなできごと」『東奥年鑑 1991年版』東奥日報社、1990年9月1日、203頁。ASIN B000J7JCJY。
- 「学校沿革 中学校 むつ中学校」『青森県教育史 別巻』青森県教育委員会、1973年12月20日、893頁。ASIN B000J7JCJY。